# Grupo Volkswagen
O Grupo Volkswagen é um conglomerado alemão com sede em Wolfsburgo. Fabricante de veículos, o grupo comercializa seus produtos em 153 países e suas principais marcas são: Volkswagen, Audi, SEAT, Škoda, Bentley, Bugatti, Lamborghini, Porsche,  Ducati; e para veículos comerciais, Scania, MAN, International e IC Bus. Em 2016, a Volkswagen superou sua concorrente, a japonesa Toyota, e tornou-se líder mundial em vendas de veículos, com 10,3 milhões de unidades vendidas.

## História
Foi fundada em 1937 pelo governo alemão para produzir o Volkswagen Fusca. Denominada inicialmente Volkswagenwerk Aktiengesellschaft, mudou o nome em 4 de julho de 1985 para Volkswagen AG, em virtude da expansão de suas atividades, além da fábrica-sede de Wolfsburgo. Em outubro de 2005, a Porsche adquiriu 18.53% do seu controle acionário. Em 3 de março de 2008, o Grupo Volkswagen anunciou a compra de participação acionária adicional na Scania, que elevou os seus direitos de voto para 68,60%, passando desta forma a ser o acionista controlador da empresa. Em Julho de 2011 o Grupo Volkswagen elevou sua participação no Grupo MAN para 55,9% das ações, tornando-se o acionista maioritário.

## Presente
O grupo estabeleceu uma estrutura de controle dividida em quatro regiões: Europa, América do Norte, América do Sul, África do Sul, Ásia e Pacífico. O grupo Volkswagen opera 100 unidades fabris em 19 países europeus e oito países nas Américas, Ásia e África. Cada marca tem sua própria personalidade e opera como uma entidade independente no mercado. O espectro de produtos vai desde carros pequenos até os veículos da classe de luxo. No setor de veículos comerciais, oferecem produtos a partir de picapes até ônibus e caminhões.
O Grupo Volkswagen também atua em outras áreas de negócios: fabricação de motores Diesel de grandes aplicações marítimas e industriais, turbocompressores, turbomáquinas (vapor e turbinas a gás), compressores e reatores químicos, e também a produção de transmissões de veículos, unidades especiais de engrenagens para turbinas eólicas, guias e acoplamentos, bem como sistemas de teste para o setor de mobilidade.

### Automóveis

#### Marcas e Subsidiárias do Grupo Volkswagen
| Marca                                  | Participação | Unidades entregues 2014 (2013)    |
| -------------------------------------- | ------------ | --------------------------------- |
| Volkswagen                             | 100 %        | 6,119 milhões (6,022 milhões)     |
| Audi                                   | 100 %        | 1,744 milhões (1,578 milhões)     |
| Škoda Auto                             | 100 %        | 1,037 milhões (921.000)           |
| Seat                                   | 100 %        | 391.000 (355.000)                 |
| Bentley                                | 100 %        | 11.020 (10.120)                   |
| Lamborghini                            | 100 %        | 2.521                             |
| Bugatti                                | 100 %        | ―                                 |
| Volkswagen Veículos Utilitários        | 100 %        | 442.000 (436.000)                 |
| Scania (Volkswagen Caminhões e Ônibus) | 100 %        | 80.000 (80.000)                   |
| MAN                                    | 75,28 %      | 120.000 (140.000)                 |
| Ducati                                 | 100 %        | ― (nenhuma contribuição ao grupo) |
| Porsche                                | 100 %        | 187.000 (155.000)                 |
| Navistar International                 | 16,6 %       | ―                                 |
| Italdesign Giugiaro                    | 90,1 %       | ―                                 |
| Jac Motors China                       | 75 %         | ― (joint-venture JAC Volkswagen)  |
| Gotion High-Tech Co. China             | 26 %         | ―                                 |